# Mortal Kombat Mythologies: Sub-Zero
Mortal Kombat Mythologies: Sub-Zero – gra komputerowa z gatunku bijatyk, wydana w 1997 roku przez Midway Games na platformy PlayStation i Nintendo 64.
Kolejna gra z serii Mortal Kombat charakteryzuje się tym, iż w przeciwieństwie do innych części do wyboru gracz ma tylko jednego zawodnika: Sub-Zero. Rozgrywka nie polega na kolejnych walkach na ringu; tytułowy bohater przemierza komnaty i pokonuje napotkanych przeciwników, a także zbiera różne przedmioty, które później wykorzystuje, by dostać się do kolejnych komnat. Gra posiada sporo elementów zręcznościowych, nie brak w niej też mechanizmów znanych raczej z gier przygodowych.

## Fabuła
Sub-Zero i Scorpion przybyli do Świątyni Shaolin w tym samym czasie i spotkali się w komnacie z Mapą Żywiołów. Ponieważ obaj przybyli po tę samą rzecz wywiązała się pomiędzy nimi brutalna walka, którą Scorpion w końcu przegrał. Gdy ninja był na kolanach, Sub-Zero nie okazał mu litości i zerwał mu głowę z karku wraz z kręgosłupem. Potem zabrał Mapę Żywiołów.